# رناتو بالدوتسی
رناتو بالدوتسی (انگلیسی: Renato Balduzzi؛ زادهٔ ۱۲ فوریه ۱۹۵۵) یک سیاست‌مدار اهل ایتالیا است.